# Dorstenia aristeguietae
Dorstenia aristeguietae är en mullbärsväxtart som beskrevs av José Cuatrecasas. Dorstenia aristeguietae ingår i släktet Dorstenia och familjen mullbärsväxter. Inga underarter finns listade i Catalogue of Life.